# 그으즈어

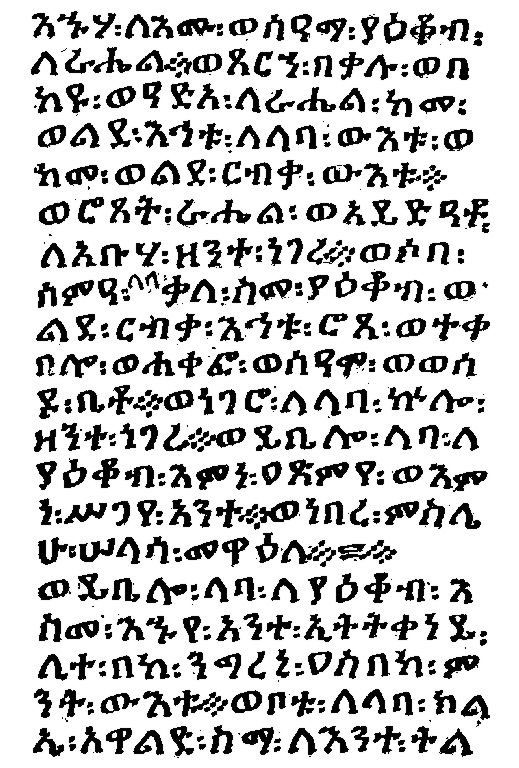
그으즈어 창세기 29장 11-16절

그으즈어(ግዕዝ, Gəʿəz, IPA: [ɡɨʕɨz], Ge'ez) 또는 에티오피아어는 남부 셈어(South Semitic language)의 고대 언어이다. 현재 아프리카의 뿔에 있는 에리트레아와 북부 에티오피아에서 평민의 언어로 발달했고, 그 후 악숨 왕국과 에티오피아 제국 궁정에서 쓰였다.
현재 그으즈어는 에티오피아 정교회 테와헤도 교회와 에리트리아 정교회 테와헤도 교회, 에티오피아 가톨릭교회, 베타 이스라엘 유대교 공동체에서만 쓰인다. 그러나 에티오피아 암하라어(현재 사실상 에티오피아의 공용어)나 다른 지방어와 에리트리아와 티그레이(Tigray) 지방에서는 예배에서 티그리냐어(Tigrinya)가 쓰인다.

## 문자
| 로마자 | h | l | ḥ | m | ś | r | s | ḳ | b | t | ḫ | n | ʾ |
| 그으즈 | ሀ | ለ | ሐ | መ | ሠ | ረ | ሰ | ቀ | በ | ተ | ኀ | ነ | አ |

| 로마자 | k | w | ʿ | z | y | d | g | ṭ | p̣ | ṣ | ḍ | f | p |
| 그으즈 | ከ | ወ | ዐ | ዘ | የ | ደ | ገ | ጠ | ጰ | ጸ | ፀ | ፈ | ፐ |

## 같이 보기
- 히브리 문자
- 아랍 문자
- 이디시어
- 나바호어
- 콥트 문자